# Anne von Linstow
Anne von Linstow (* 1968 in München) ist eine deutsch-französische Schauspielerin.

## Leben
Anne von Linstow ist die Tochter einer Französin und eines Deutschen und wuchs zweisprachig in Toulouse auf. 1987 erhielt sie ein Stipendium an der École Florent, einer privaten Schauspielschule in Paris, 1990 nahm sie dort ein Studium am Conservatoire national supérieur d’art dramatique auf und spielte erste Rollen am Theater.
Fernsehzuschauer kennen von Linstow unter anderem aus der Krankenhausserie Hallo, Onkel Doc!, in der sie 1998 in mehreren Folgen die Rolle der Dr. Anne Herzog spielte. Große Popularität erlangte sie auch in einer anderen Rolle als Medizinerin, nämlich der Figur der Monique Guiton, die sie seit September 1994 (Folge 1) mit teils längeren Unterbrechungen in der Serie Die Fallers verkörpert.
Von 2006 bis 2008 hatte Anne von Linstow eine Dozentur an der École Florent. Sie lebt mit ihren Töchtern in Baden-Baden.

## Filmografie
- 1994: Balle perdue
- seit 1994: Die Fallers – Die SWR Schwarzwaldserie (Fernsehserie, als Monique Guiton)
- 1997: Nana
- 1998: Hallo, Onkel Doc! (Fernsehserie, 9 Folgen als Dr. Anne Herzog)
- 2000: Herzschlag – Das Ärzteteam Nord (Fernsehserie, 1 Folge)
- 2003: In aller Freundschaft (Fernsehserie, Folge: Starke Männer, starke Frauen)
- 2006: Die Nonne und der Kommissar (Fernsehreihe)
- 2009: Tatort – Kassensturz (Fernsehreihe)
- 2009: Die Nonne und der Kommissar – Todesengel
- 2010: Tatort: Der Schrei
- 2012: Die Nonne und der Kommissar – Verflucht
- 2013: Tatort: Die schöne Mona ist tot
- 2016: Untergewöhnlich (Kurzfilm)
- 2019: Ein starkes Team: Eiskalt (Fernsehreihe)
- 2019: SOKO Wismar (Fernsehserie, Folge: Verliebt, verlobt, verstorben)